# Conophis
Genre
Conophis est un genre de serpents de la famille des Dipsadidae.

## Répartition
Les trois espèces de ce genre se rencontrent au Mexique et en Amérique centrale.

## Liste des espèces
Selon The Reptile Database (3 septembre 2014) :
- Conophis lineatus (Duméril, Bibron & Duméril, 1854)
- Conophis morai Perez-Higareda, Lopez-Luna & Smith, 2002
- Conophis vittatus Peters, 1860

## Publication originale
- (de) Peters, 1860 : Drei neue Schlangen des k. zoologischen Museums aus America und Bemerkungen über die generelle Unterscheidung von anderen bereits bekannten Arten. Monatsberichte der Königlichen Preussischen Akademie der Wissenschaften zu Berlin, vol. 1860, p. 517-521 (texte intégral).